# Liste der Baudenkmale in Welzow
In der Liste der Baudenkmale in Welzow sind alle Baudenkmale der brandenburgischen Stadt Welzow und ihrer Ortsteile aufgelistet. Grundlage ist die Veröffentlichung der Landesdenkmalliste mit dem Stand vom 31. Dezember 2021.

## Baudenkmale in den Ortsteilen
In den Spalten befinden sich folgende Informationen:
- ID-Nr.: Die Nummer wird vom Brandenburgischen Landesamt für Denkmalpflege vergeben. Ein Link hinter der Nummer führt zum Eintrag über das Denkmal in der Denkmaldatenbank. In dieser Spalte kann sich zusätzlich das Wort Wikidata befinden, der entsprechende Link führt zu Angaben zu diesem Denkmal bei Wikidata.
- Lage: die Adresse des Denkmales und die geographischen Koordinaten. Link zu einem Kartenansichtstool, um Koordinaten zu setzen. In der Kartenansicht sind Denkmale ohne Koordinaten mit einem roten beziehungsweise orangen Marker dargestellt und können in der Karte gesetzt werden. Denkmale ohne Bild sind mit einem blauen bzw. roten Marker gekennzeichnet, Denkmale mit Bild mit einem grünen beziehungsweise orangen Marker.
- Bezeichnung: Bezeichnung in den offiziellen Listen des Brandenburgischen Landesamtes für Denkmalpflege. Ein Link hinter der Bezeichnung führt zum Wikipedia-Artikel über das Denkmal.
- Beschreibung: die Beschreibung des Denkmales
- Bild: ein Bild des Denkmales und gegebenenfalls einen Link zu weiteren Fotos des Baudenkmals im Medienarchiv Wikimedia Commons

### Proschim/ Prožym
| ID-Nr.            | Lage                                | Bezeichnung | Beschreibung | Bild                                                        |
| ----------------- | ----------------------------------- | --- | --- | ----------------------------------------------------------- |
| 09125446 Wikidata | Blunoer Straße 77 (Lage)            | Gasthof „Zollhaus“ | | weitere Bilder                                              |
| 09125591          | Hauptstraße, Welzower Straße (Lage) | Lokomobile, Typ „Badenia“ | Die Lokomobile befindet sich in einem Haus bei der Feuerwehr.                                                                     | BW                                                          |
| 09125413          | Hauptstraße 1 (Lage)                | Gehöft mit Wohnhaus, Wirtschaftsgebäuden und Hofpflasterung | | Gehöft mit Wohnhaus, Wirtschaftsgebäuden und Hofpflasterung |
| 09125038          | Hauptstraße 25 (Lage)               | Haus mit Fachwerkumgang | | Haus mit Fachwerkumgang                                     |
| 09125460          | Mühlenweg 56 (Lage)                 | Mühlengehöft, bestehend aus Mühlengebäude mit Maschinenraum im Kellergeschoss und Speicher (Boden- und Schüttspeicher), Wohnhaus, Stall/Lagerschuppen, Schweinestall/Remise, Garage/Werkstatt | | weitere Bilder                                              |
| 09125454          | Schulweg 49 (Lage)                  | Schule | Die ehemalige Schule wurde im Jahre 1907 in Anlehnung an den Barock erbaut. Das Haus hat einen T-förmigen Grundriss.              | Schule                                                      |
| 09125453          | Welzower Straße (Lage)              | Scheune, sogenannte Museumsscheune | | Scheune, sogenannte Museumsscheune                          |
| 09125436 Wikidata | Welzower Straße 47 (Lage)           | Kirche und Kriegerdenkmal | Die evangelische Kirche wurde von 1914 bis 1919 im Stil des Neubarocks erbaut. Die Ausstattung im Inneren stammt aus der Bauzeit. | weitere Bilder                                              |

### Welzow/ Wjelcej
| ID-Nr.            | Lage                                            | Bezeichnung | Beschreibung | Bild                                       |
| ----------------- | ----------------------------------------------- | --- | --- | ------------------------------------------ |
| 09125017 Wikidata | An der Aue (Lage)                               | Dorfkirche und Kirchhofsmauer | Die evangelische Kirche wurde von 1740 bis 1742 erbaut, der Turm wurde 1908 / 1909 hinzugefügt. Die Ausstattung im Inneren ist aus der Bauzeit. | weitere Bilder                             |
| 09125315          | Beethovenstraße 1, 3, 4-14 (gerade) (Lage)      | Wohnhäuser mit Nebengebäuden und Vorgärten | | Wohnhäuser mit Nebengebäuden und Vorgärten |
| 09125984          | Berliner Straße 24 (Lage)                       | Wohnhaus | | BW                                         |
| 09125967          | Fabrikstraße 2 (Lage)                           | Feuerwache | | BW                                         |
| 09125976          | Franz-Mehring-Straße 1 (Lage)                   | Vierfamilienhaus | | BW                                         |
| 09125047          | Jahnstraße (Lage)                               | Sowjetischer Ehrenfriedhof | | Sowjetischer Ehrenfriedhof                 |
| 09125013          | Jahnstraße / Friedrich-Ebert-Straße (Lage)      | Friedhofskapelle und Feldsteinmauer | | Friedhofskapelle und Feldsteinmauer        |
| 09125045          | Jahnstraße / Friedrich-Ebert-Straße (Lage)      | Ehrenmal für Opfer des Faschismus (OdF) | | Ehrenmal für Opfer des Faschismus (OdF)    |
| 09125015          | Liesker Weg (Lage)                              | Friedhofskapelle | | Friedhofskapelle                           |
| 09125014          | Liesker Weg 5 (Lage)                            | Kleinkinderschule | | Kleinkinderschule                          |
| 09125009          | Marktplatz 1 (Lage)                             | Feuerwehrdepot mit Wohntrakt | | Feuerwehrdepot mit Wohntrakt               |
| 09125347          | Poststraße 8 (Lage)                             | Rathaus | | Rathaus                                    |
| 09125490          | Schachtbauring 5 (Lage)                         | Feuerwehrfahrzeug- und Feuerwehrgerätesammlung, bestehend aus diversen Einsatz- und Tanklöschfahrzeugen sowie Kleingeräten, im Feuerwehrmuseum Haidemühl (siehe Unterlagen BLDAM), | Nach der Devastierung von Haidemühl zog das Museum zunächst in den Welzower Ortsteil Proschim und danach in den Schachtbauring in Welzow.       | BW                                         |
| 09125016          | Schulstraße 6 (Lage)                            | Alte Schule mit Turnhalle | | Alte Schule mit Turnhalle                  |
| 09125010          | Spremberger Straße 18 (Lage)                    | Realschule mit vorgelagertem Hofraum | | Realschule mit vorgelagertem Hofraum       |
| 09125011          | Spremberger Straße 53a (Lage)                   | Casino der „Eintracht AG“ | | Casino der „Eintracht AG“                  |
| 09125979          | Spremberger Straße 55 (Lage)                    | Beamtenwohnhaus | | BW                                         |
| 09125012          | Spremberger Straße 57, Sportlerweg 1 (Lage)     | Verwaltungsgebäude | | Verwaltungsgebäude                         |
| 09125354          | Spremberger Straße 99, 101, Jahnstraße 1 (Lage) | Hotel „Rathsburg“ | | Hotel „Rathsburg“                          |
| 09125974          | Waisenhausstraße 27, 28 (Lage)                  | Wohnhäuser | | BW                                         |
| 09126253          | Waldstraße 8, 10 (Lage)                         | Wohnhäuser, Waldstraße 8 sowie Nr. 10 mit Nebengebäude | | BW                                         |